# Racing Pierrots Strasbourg Meinau 1975-1976
Questa voce raccoglie le informazioni riguardanti il Racing Pierrots Strasbourg Meinau nelle competizioni ufficiali della stagione 1975-1976.

## Maglie e sponsor
Lo sponsor tecnico per la stagione 1975-1976 è Le Coq Sportif, mentre lo sponsor ufficiale è Crédit Mutuel, in alcune occasioni reso con l'abbreviazione CMDP.
| Manica sinistra · Manica sinistra · Maglietta · Maglietta · Manica destra · Manica destra · Pantaloncini · Calzettoni | Manica sinistra · Manica sinistra · Maglietta · Maglietta · Manica destra · Manica destra · Pantaloncini · Calzettoni | Manica sinistra · Manica sinistra · Maglietta · Maglietta · Manica destra · Manica destra · Pantaloncini · Calzettoni |  |

## Organigramma societario
Area direttiva
- Presidente: Philippe Fass, dal 5 maggio Alain Léopold
- Amministratore delegato: René Maechler

Area organizzativa
- Segretario generale: Jean-Michel Colin, Armand Zuchner

Area tecnica
- Direttore sportivo: Robert Domergue
- Allenatore: Hennie Hollink, dal 29 gennaio Paul Frantz

Area sanitaria
- Medico sociale: Mendel Spruch